# Mellona
Mellona é um género de traça pertencente à família Arctiidae.